# Вілька (Гайнівський повіт)
Вілька (Вулька, пол. Wólka) — село в Польщі, у гміні Чижі Гайнівського повіту Підляського воєводства. Населення — 49 осіб (2011).

## Історія
Вперше згадується 1632 року.
У 1975—1998 роках село належало до Білостоцького воєводства.

## Демографія
Демографічна структура станом на 31 березня 2011 року:
|          | Загалом | Допрацездатний вік | Працездатний вік | Постпрацездатний вік |
| -------- | ------- | ------------------ | ---------------- | -------------------- |
| Чоловіки | 26      | 2                  | 17               | 7                    |
| Жінки    | 23      | 1                  | 8                | 14                   |
| Разом    | 49      | 3                  | 25               | 21                   |